# Civis romanus sum
Civis romanus sum е латински израз придобил значението на крилата фраза. В превод на български значи „Аз съм римски гражданин“.
Изразът и сам по себе си е нарицателен и красноречив за значението, което се е отдавало през античността на принадлежността към римската цивилизация и произтичащите права и задължения на римлянин.
В по-широк смисъл това е позоваване на идеята на гражданството като трайна и непрекратима правна връзка между Рим и всеки римлянин. Един римлянин е оставал римлянин, където и да отиде (ius migrationis), за разлика от концепта на един поданик, който е имал права и е бил под закрилата на господаря си, само докогато и доколкото е бил в неговата сфера на влияние.
Изразът civis romanus sum се споменава многократно от Цицерон като представител на обвинението срещу Гай Вер 73 – 71 г. пр.н.е. Неговите „Речи срещу Вер“ са станали пример на т.нар. златен латински и са публикувани малко след втория процес като ораторско изкуство. Цицерон вижда един от главните укори срещу Вер в неговите постоянни нарушения на основни граждански права по времето като римски наместник в Сицилия:
- един римлянин не бива да бъде унижаван, измъчван или унизително наказван
- освен за предателство римляни не бива да бъдат наказани със смърт
- даже и осъдени на смърт в никакъв случай римляни не бива да бъдат разпънати на кръст
- един римлянин не бива да бъде подлаган на каторга
- римляни са имали право да изискат ясно обвинение и публичен процес пред съд – една правна гаранция, която в античността не е била нещо нормално.

В този смисъл той обвинява Вер в един вид предателство, защото е разрушил републиканската идея, че един римлянин навсякъде по света има едни и същи граждански права и може да се позовава на тях пред всекиго, и естествено и най-вече пред римски официални органи извън границите на Рим:
| „                                                   | His institutis cum completus iam mercatorum carcer esset, tum illa fiebant quae Lucium Suettium, equitem romanum, lectissimum virum, dicere audistis, et quae ceteros audietis. Cervices in carcere frangebantur indignissime civium romanorum, ut iam illa vox et imploratio, 'civis romanus sum', quae saepe multis in ultimis terris opem inter barbaros et salutem tulit, ea mortem illis acerbiorem et supplicium maturius ferret. Quid est, Verres? quid ad haec cogitas respondere? | “ |
| M.TVLLI CICERONIS ORATIONES IN VERREM II.V.CXXXXVII | |   |

| „ | След като вече затворът е бил пълен с търговци, станаха тепърва нещата, които чухте от остата на един благороден човек, рицаря Луций Сюттий, и ще чуете още от други свидетели. Издушени са били римски граждани в затвора безпощадно; и онзи вик за помощ, онази дума „аз съм римски гражданин“, която и в най-далечните страни на този свят на много хора е помогнала даже посред варварите, тук тя е значила само ускорение на наказанието и мъчителна смърт. – Е, Вер? Какво мислиш да отговориш на това? | “ |

Изразът също се споменава в Евангелие от Лука: Павел от Тарс отвърнал при своето арестуване, че е римлянин и това го спасило от разпъване на кръст. Впоследствие на това той е изправен пред римски съд и след образуването на редовен процес в 64 г., е осъден на смърт чрез меч, екзекуция която тогава се е смятала за хуманна и достойна.
1850 британският премиер-министър лорд Палмерстън държи реч пред парламента по повод аферата Дон Пацифико и своето решение да блокира пристанището на Пирея. Той вижда право на интервенция във външната политика, когато става въпрос да бъдат защитени британци:
| „                                    | И за това без да се страхувам, как ще отсъди Камарата... по тук поставения въпрос, дали принципите на външна политика, от които се води правителството и духа на лоялност, който ни кара да мислим, че сме задължени да предоставим закрила на нашите съподаници в чужбина... и дали както римлянинът едно време, изказвайки думите civis romanus sum, е бил сигурен, че никой няма да посмее да го унижава; така един британски поданик, където и да е, би трябвало да се осланя, че будното око и силната ръка на Англия ще го защитават срещу несправедливости и всичко погрешно. | “ |
| Хенри Д. Т. Палмерстън, 25. юни 1850 | |   |

През 1869 г. Жул Верн използва израза реципрочно:
| „                                                                      | Този индиец живее в една страна на потисничеството. И всички потиснати хора, където и да живеят, са граждани на тази страна Индия, и затова като един потиснат човек аз до последния си дъх гордо ще казвам: 'Аз съм индиец!' | “ |
| Капитан Немо, Двадесет хиляди левги под водата, 16. гл. последен пасаж | |   |

На 26 юни 1963 година след подигането на Берлинската стена от балкона на Ратхаус Шьонеберг Джон Кенеди заявява:
| „ | Преди две хиляди години най-гордата хвалба била „civis romanus sum“. Днес, в света на свободата, най-гордата хвалба е „Ich bin ein Berliner“... Всички свободни хора, където и да живеят, са граждани на Берлин и следователно, като свободен човек, аз изпитвам гордост от думите „Ich bin ein Berliner“! | “ |

По време на гражданските войни в Югославия през 1990-те години държавния секретар на САЩ Мадлин Олбрайт изтъквайки, че не иска да звучи нескромно използвайки тази реторика, се солидаризира с бошняшкото население така: „Ja sam Sarajevka!“